# Якоб ван Ройсдал
Якоб Исааксон ван Ройсдал (на нидерландски: Jacob van Ruisdael) е холандски художник от XVII век, майстор на пейзажната живопис и офортист.

## Биография
Точната му рождена дата е неизвестна. Въз основа на документ, в който Ройсдал съобщава възрастта си, се знае, че е роден около 1628 – 1629 г. Фамилията му е с еврейски произход. Основните занаяти в нея са земеделието и художническия занаят. Дядото на Якоб ван Ройсдал, Якоб де Гойер е майстор-дърводелец, занимаващ се с изработката на скъпи мебели. Фамилията Ройсдал произлиза от името на замък в околностите на Амстердам, близо до който е била къщата на Якоб де Гойер. Двама от синовете му, Исак и Саломон стават художници. Те се местят в Харлем, предлагащ им по-големи възможности за упражняване на художническия занаят. Предполага се, че Якоб ван Ройсдал е син на Исак и Майкен Корнелисдохтер (буквално – дъщеря на Корнелиус), за чийто брак е запазено свидетелство. За Исак това е втора женитба. Според запазени документи, семейството е страдало от постоянни финансови проблеми. След смъртта на Майкен, Исак се жени на 9 март 1642 г. за трети път. От този брак се ражда доведената сестра на Якоб, към която той е силно привързан. Отношенията с мащехата му, Барбертген Хувенелс, изглежда не са били добри. Когато тя умира през 1672 г, той отказва да заплати разноските по погребението ѝ.
Първите си стъпки в рисуването Ван Ройсдал прави при баща си и чичо си Саломон. Якоб е силно повлиян от съвременниците си Николаас Петерсон Берхем, с когото пътува из Германия през 1650 г., Аларт ван Евердинген, който рисува северни пейзажи с водопади и от Рулант Рохман, който рисува популярни драматични пейзажи със замъци на склонове. Най-ранната година, която е записана на картина или офорт на Ван Ройсдал е 1646 г. Две години по-късно е приет в Харлемската гилдия на св. Лука; през 1659 г. става гражданин на Амстердам, а през 1668 името му е включено сред тези на гостите на сватбата на Мейндерт Хобема, единственият му регистриран ученик. Първият биограф на художника, Арнолд Хаубракен (1660 – 1719), съобщава, че на 15 октомври 1676 г, Ван Ройсдал завършва медицинското си образование в Кан (Северна Франция) и през същата година се регистрира като лекар в Амстердам. Според Хаубракен бащата на Ван Ройсдал е можел да си позволи да изпраи Якоб да учи латински и медицина. В Амстердам Ван Ройсдал извършва няколко успешни хирургически операции. Тези сведения не съвпадат с другите данни за живота на художника, но не може и да бъде отхвърлено напълно. Холандските художници от XVII век нерядко упражняват и втора професия: Ян Стен е съдържател на пивница, а Ян Вермеер е собственик на странноприемница и търговец на картини.
Доколко състоятелен е Ройсдал е невъзможно да бъде установено. Той рисува картините си за свободна продажба, а не по поръчка, и цените им са неизвестни. Изглежда финансовото му състояние е добро, тъй като около 1670 г. той си позволява да наеме ателие на площад „Дам“, в центъра на града.
Якоб Ван Ройсдал умира на 14 март 1682 г. в Амстердам и е погребан в църквата „Свети Баво“ (на нидерландски: Sint-Bavokerk).
В миналото се е смятало, че Ройсдал е завършил живота си с психическо разстройство и умрял в приют за бедни. Това погрешно схващане се дължи на факта, че пейзажистът има братовчед, носещ същото име. Той е син на Саломон ван Ройсдал и ковач по професия. Документите, разкриващи нерадостната съдба на Якоб ван Ройсдал, касаят именно него. Допълнително объркване се получава от факта, че ковачът умира само няколко месеца преди братовчед си, пейзажиста.

## Творчество
В ранното си творчество Ройсдал е повлиян от пейзажистите Ян ван Гойен, Ян ван де Велде и други. Картините му от този период са изпълнени в традициите на холандския пейзаж от първата половина на XVII век, но се отличават с грижливо изградената си композиция. Примери в това отношение са „Дюнен ландшафт“ от Старата пинакотека в Мюнхен, „Селски къщи на хълма“ и „Пейзаж с пътник“ в Ермитажа.
Негова любима тема в този период са гористите пейзажи, подобни на тези на Евердинген и Хобема. Проявява се като особено добър в изобразяването на дървета, а шумата в картините му (и особено дъбовите листа) се определяни като много прецизни и одухотворени. Темите на някои от планинските му сцени сякаш са взети от Норвегия и водят до предположението, че той е пътувал до там. Въпреки това няма данни за такова пътуване и тези картини вероятно са адаптации на пейзажи на ван Евердинген, чийто маниер Ван Ройсдал копира в даден момент.
Често рисува сцени на брега и морски пейзажи, но в изобразяването на самотни горски поляни Ван Ройсдал е най-добър. Ранните му морски пейзажи са повлияни от Корнелис Врум, а по-късните от Симон де Влийгер и Ян Порцелис.
Известна ни е една-единствена картина на Ван Ройсдал на архитектурна тематика – прекрасения интериор на Новата църква в Амстердам. Пейзажите му на отдалечени градове ясно показват влиянието на Рембранд.
Преобладаващият цвят в картините му е наситеният зелен, който потъмнява с годините, а чистият сив цвят е типичен за морските му пейзажи. Изкуството на Ройсдал, въпреки че не показва научния подход на останалите пейзажисти, е чувствително и поетично като настроение и точно и умело като техника. Фигурите са пестеливо разположени в композицията, както в пейзажите на Берхем, Адриан ван де Велде, Филипс Вауверман, Ян Вонк, Томас де Кийсер и Йоханес Лингелбах.
За разлика от други големи холандски пейзажисти, Ройсдал не се е стремял към точно изобразяване на конкретната сцена, а внимателно е обмислял композициите си, включвайки в тях безкрайни фини контрасти в облаците, растенията, формите на дърветата и светлината. Особено се открояват пейзажите му на облаци, които са разположени като купол над земята, с което определят светлината и сенките на обектите.
Като зрял период в изкуството на Якоб ван Ройсдал се определят годините след 1655 г. През ранните си години Ван Ройсдал избира прости мотиви и внимателно и обработва детайлите на природата. Времето между заминаването му от Харлем и установяването в Амстердам може би е прекарал в пътуване, което му е помогнало да придобие по-широк поглед върху природата и да разшири хоризонтите си в изкуството. Великолепният пейзаж на замъка Бентхайм (който се намира в Долна Саксония) датира от 1654 г. и прави вероятно пътуването му в Германия. По-късно, през 1661 г. той пътува отново в Германия заедно с Хобема.
Пейзажите му стават изключително разнообразни по тематика: морски, горски, равнинни, дневни и нощни, спокойни и бурни. Ройсдал насища творбите си с драматизъм, превръщайки обикновения пейзаж в изразител на сложни човешки емоции.
След 1675 г. се забелязва тенденция към облачните композиции и по-тъмната тоналност, което може би от части е причинено от употребата на тънък слой боя върху тъмно платно. В края на кариерата си, в предпочитането на романтичното настроение, Ван Ройсдал предпочита да черпи вдъхновение от другите майстори, вместо да отива сред природата. Любима тема му стават буйните потоци и водопади, както и руините на замъци на планинските склонове, които често са заимствани от швейцарски пейзажи на неговия съвременник Рулант Рохман.
Ван Ройсдал ецва няколко офорта, тринадесет според последния каталог, които той смята за експериментални и донякъде лични, от което се съди от рядкостта им – от около половината са останали само по едно копие.

## Галерия
- 1670 г.
- „Еврейско гробище“, 1655 – 1660 г.
- „Пейзаж с дюни и храсталаци“
- „Морски пейзаж“
- „Суровото море при Йети“, 1650-те.
- „Речен бряг“, 1649 г.